# تيد روبنسون (مهندس المناظر الطبيعية)
تيد روبنسون (بالإنجليزية: Ted Robinson)‏ هو مهندس المناظر الطبيعية أمريكي، ولد في 17 مايو 1923 في لونغ بيتش في الولايات المتحدة، وتوفي في 2 مارس 2008 في لاغونا بيتش في الولايات المتحدة.